# Maria Holic
Maria†Holic (まりあ†ほりっく, Maria Holic) est un manga japonais de Minari Endō, prépublié dans le magazine de prépublication Gekkan Comic Alive. Son adaptation en anime débute début 2009, et est réalisée par le studio Shaft ainsi que leur réalisateur fétiche Akiyuki Shinbo.
Cette comédie déjantée est une parodie de séries yuri en milieu féminin et scolaire tel que Strawberry Panic ou Maria-sama ga miteru.

## Synopsis
L'histoire est centrée sur une étudiante appelée Kanako qui entre à Ame no Kisaki, une prestigieuse école catholique réservée aux filles, parce qu'elle a une véritable phobie des garçons et souhaite y trouver son âme sœur. Elle y rencontre une fascinante étudiante de première année du nom de Mariya Shidō qui correspond à ses critères… sauf que sa camarade en apparence parfaite se révèle être un travesti des plus sadiques, appuyé par une maid (servante) de choc appelée Matsurika.
Afin que Kanako garde le secret, Mariya exploite vicieusement les penchants yuri que cette dernière tente de dissimuler et la force à rester près d’elle pour la surveiller. Ne pouvant faire face, Kanako lui obéit en devenant sa camarade de chambre et voit son espoir ardent de trouver son étoile promise s’amincir…

## Personnages principaux
Kanako Miyamae (宮前かなこ, Miyamae Kanako)
Voix japonaise : Asami Sanada
Kanako Miyamae est la principale protagoniste de l'histoire. Elle est en deuxième année et vient d'être transférée à Ame no Kisaki, une prestigieuse école catholique pour filles. Elle a absolument voulu intégrer cette école puisque ses deux parents y ont été. Le père de Kanako y était alors un professeur et sa mère était une étudiante. Quand ils sont tombés amoureux, ils se sont mariés peu après la sortie de l'école. Elle a pris la décision de venir à Ame no Kisaki pour y trouver, tout comme ses parents, son âme sœur.
Elle déteste absolument les hommes et à chaque contact avec un homme, elle se met à avoir des poussées d'urticaire. Kanako est prompt à fantasmer sur toutes ses camarades de classe et aura très souvent des malaises et des saignements de nez intempestives à cause de ses fantasmes trop… hot. En plus d'une imagination débordante, Kanako possède aussi la particularité d'avoir une taille bien plus grande que la norme. Ce qui est source d'embarras et de railleries de la part de Mariya et de Matsurika.
D'ailleurs, elle est considérée comme une perverse à la fois par Mariya et Matsurika. Qui plus est, elle ne s'en cache même pas et en est presque fière devant eux.
Mariya Shidō (祇堂 鞠也, Shidō Mariya)
Voix japonaise : Yū Kobayashi
Mariya Shidō est l'autre protagoniste de l'histoire. « Elle » est en première année et est plus jeune que Kanako. À première vue, « elle » est une superbe étudiante possédant toutes les qualités physiques et intellectuelles possible et est d'ailleurs considérée par tout le monde comme « une idole » dans son école.
Cependant, « elle » ou plutôt « il » est un homme ! Bien qu'il en soit un, il est dans une école pour filles et est obligé de se travestir pour que personne ne sache sa véritable nature. Sa personnalité est aussi cachée puisqu'en apparence, il est toujours gentil, poli et serviable alors qu'en vérité, c'est un homme très rusé et incroyablement sadique qui n'aime rien plus que torturer Kanako.
Il est généralement accompagné de sa maid (servante), la passive Matsurika, qui l'aide à cacher sa nature masculine.
Matsurika Shinōji (汐王寺茉莉花, Shinōji Matsurika)
Voix japonaise : Marina Inoue
Matsurika Shinōji est la maid (servante) de Mariya. D'apparence passive, elle accompagne constamment Mariya dans ses déplacements et n'hésite jamais à l'aider dans tous les types d'action qu'il entreprend. Elle est généralement silencieuse, ne montrant jamais d'expressions faciales quelle que soit la situation et est souvent très rude quand elle choisit de parler. La majorité de ses phrases est composée de remarques très cassantes et d'insultes (non vulgaires). Sa « cible préférée » est Kanako dont elle ne cesse de lui faire remarquer sa taille (l'appelant « Tour Eiffel » ou « Tour de Tokyo » en référence à sa grande taille), sa stupidité et ses penchants yuri très prononcés. Cependant, ses remarques cassantes s'adressent aussi à son maitre Mariya dont elle rappelle souvent le fait que c'est un homme lorsque celui présente fièrement sa nature féminine à Kanako.

## Manga
Le manga Maria†Holic a été créé par Minari Endō, une mangaka travaillant simultanément sur le shōjo Hatenkō Yūgi. Il a été publié pour la première fois au Japon le 27 juin 2006 dans le magazine de prépublication Gekkan Comic Alive, magazine appartenant au groupe Media Factory.
Le manga a été publié aux États-Unis par TokyoPop à partir de septembre 2009.

### Liste des volumes
| no | Japonais          | Japonais          |
| no | Date de sortie    | ISBN              |
| -- | ----------------- | ----------------- |
| 1  | 23 février 2007   | 978-4-8401-1676-3 |
| 2  | 22 novembre 2007  | 978-4-8401-1974-0 |
| 3  | 23 juillet 2008   | 978-4-8401-2246-7 |
| 4  | 12 décembre 2008  | 978-4-8401-2503-1 |
| 5  | 23 octobre 2009   | 978-4-8401-2595-6 |
| 6  | 23 février 2010   | 978-4-8401-2988-6 |
| 7  | 23 octobre 2010   | 978-4-8401-3388-3 |
| 8  | 23 mars 2011      | 978-4-8401-3775-1 |
| 9  | 23 février 2012   | 978-4-8401-4414-8 |
| 10 | 22 novembre 2012  | 978-4-8401-4752-1 |
| 11 | 23 février 2013   | 978-4-8401-4797-2 |
| 12 | 21 septembre 2013 | 978-4-8401-5332-4 |
| 13 | 24 janvier 2014   | 978-4-0406-6248-0 |
| 14 | 23 janvier 2015   | 978-4-0406-7236-6 |

## Drama CD
Avant l'adaptation en anime, un drama CD fut créé et mis en vente au Japon le 25 juillet 2008 et a été produit par la société Frontier Works.
Tous les comédiens de doublage présent dans le drama CD furent les mêmes que ceux participant à l'anime, mis à part une exception : Aya Hirano jouant Kanako fut remplacée par Asami Sanada.
Néanmoins, Aya Hirano y fit une apparition en y interprétant un personnage.

## Anime
L'adaptation en anime de Maria†Holic a été diffusée pour la première fois le 4 janvier 2009. Cette adaptation a été réalisée par le studio Shaft et par le réalisateur Akiyuki Shinbo. Comme toutes les séries réalisées par Shaft, Maria†Holic dispose d'un style déjanté et décousu typique du réalisateur. Elle contient 12 épisodes de 24 minutes.

### Fiche technique
Œuvre originaleMinari Endō (遠藤海成)
RéalisationAkiyuki Shinbo (新房昭之)
Composition de la sérieMasahiro Yokotani (横谷昌宏)
Character-designHideyuki Morioka (守岡英行)
Directeur de l'animation généralHiroki Yamamura (山村洋貴)
Assistant réalisateur : Tatsuwa Naoyuki (龍輪直征)
Directeur de sérieMiyamoto Yukihiro (宮本幸裕)
Directeur artistiqueToshiharu Iijima (飯島寿治)
CouleursIzumi Takizawa (滝沢いづみ)
Directeur de la photoRei Egami (江上怜)
ÉditionRie Matsuhara (松原理恵)
Directeur sonoreToshiki Kameyama (亀山俊樹)
MusiqueTatsuya Nishiwaki (西脇辰弥)
ProducteurGENCO (ジェンコ)
AnimationShaft (シャフト)
ProductionMaria†Holic Seisaku Iinkai (まりあ†ほりっく製作委員会)

### Liste des épisodes
| No | Titre français                                          | Titre japonais                                  | Titre japonais                        | Date de 1re diffusion |
| No | Titre français                                          | Kanji                                           | Rōmaji                                | Date de 1re diffusion |
| -- | ------------------------------------------------------- | ----------------------------------------------- | ------------------------------------- | --------------------- |
| 01 | Baiser taquin                                           | Tawamure no Seppun                              | 戯れの接吻                            |                       |
| 02 | Douce souffrance                                        | Kanbi na Uzuki                                  | 甘美な疼き                            |                       |
| 03 | Masochisme Naissant                                     | Higyaku no Wakame                               | 被虐の若芽                            |                       |
| 04 | Le prix du plaisir                                      | Etsuraku no Daishō                              | 悦楽の代償                            |                       |
| 05 | Parfum défendu / Secrets de jeune fille                 | Kindan no Nioi / Otome no Himitsu               | 禁断の匂い / 乙女の秘蜜               |                       |
| 06 | L'infirmerie de la perversion                           | Tōsaku no Hokenshitsu                           | 倒錯の保健室                          |                       |
| 07 | Le soutien-gorge noir suspect                           | Giwaku no Kuro Shitagi                          | 疑惑の黒下着                          |                       |
| 08 | La vierge souillée partie 1                             | Kegareta Seibo-Zenpen                           | 穢された聖母-前編                     |                       |
| 09 | La vierge souillée partie 2 / À la fin de l'ignorance   | Kegareta Seibo-Zōhen / Mōsō no Hate ni          | 穢された聖母-後編 / 妄想の果てに      |                       |
| 10 | Faute de poitrine subtile / La lettre d'amour de Berlin | Binyū no Ayamachi / Berurin no Koibumi          | 微乳の過ち / 伯林の恋文               |                       |
| 11 | Offrandes à Dieu                                        | Kami e no Kumotsu                               | 神への供物                            |                       |
| 12 | À propos de l'ouverture de la piscine dont je rêvais    | Bishōjo Darake no Suiei Daikai Porori mo Aru yo | 美少女だらけの水泳大会 ポロリもあるよ |                       |

### Génériques
Le générique de début est « HANAJI » qui est chanté par Yu Kobayashi et le générique de fin est « Kimi ni, Mune Kyun » et qui est chanté par les 3 comédiennes de doublage des personnages principaux : Asami Sanada, Marina Inoue et Yu Kobayashi.
Le générique de début présente Mariya accompagnée de Matsurika dans une salle avec des mannequins fait en 3D et ressemblant fortement à Kanako qui apparaissent. Mariya se charge alors de les « maltraiter » en leur jetant des pots de peinture ou en les utilisant comme pinceau géant.
Le générique de fin est un mélange de prise de photo réelle (un gâteau par exemple) allié à un style 8-bit typique des anciennes consoles de jeux vidéo comme si le générique était un stage bonus. Chaque générique de fin est différent d'un épisode à l'autre puisque que nous pouvons apercevoir de légères modifications ayant un rapport direct avec l'épisode diffusé.

### OST
Les OST de Maria†Holic sont au nombre de deux. Elles ont été produites par Media Factory et ont été créées par le compositeur Tatsuya Nishiwaki.